# Kunst im öffentlichen Raum in Medebach
Kunst im öffentlichen Raum in Medebach umfasst öffentlich zugängliche Plastiken, Skulpturen, Brunnen, Wandmalereien, Mosaike und Graffiti im Gebiet der Stadt Medebach im Hochsauerlandkreis. Die nachstehende Liste von Kunstwerken im öffentlichen Raum ist nicht vollständig. Sie wird kontinuierlich ergänzt.

## Liste
| Bild           | Titel/Bezeichnung  | Standort                            | Künstler            | Entstehung | Anmerkungen |
| -------------- | ------------------ | ----------------------------------- | ------------------- | ---------- | --- |
|                | Schuhmacherdenkmal | Marktplatz Lage                     | Kunstgießerei Plein | 2018       | Die Bronzestatue eines Schuhmachers soll als Symbol für den Dreiklang aus Landwirtschaft, Handwerk und Handel stehen. |
| weitere Bilder | Geschichtsstele    | Kirchstraße 5 Lage                  |                     |            | Auf fünf, versetzt übereinander angeordneten Quadern befinden sich Darstellungen aus der Geschichte Medebachs.        |
|                | Unterholz          | Referinghausen, Düdinghauser Straße | Christoph Hesse     | 2020       | Einer von neun „Open Mind Places“ („Orte der offenen Gedanken“)                                                       |
|                | Oberholz           | Referinghausen, Düdinghauser Straße | Christoph Hesse     | 2020       | Einer von neun „Open Mind Places“ („Orte der offenen Gedanken“)                                                       |
|                | Ursprung           | Referinghausen                      | Christoph Hesse     | 2020       | Einer von neun „Open Mind Places“ („Orte der offenen Gedanken“)                                                       |
|                | Sonnenklang        | Referinghausen, Osterfeuerhügel     | Christoph Hesse     | 2020       | Einer von neun „Open Mind Places“ („Orte der offenen Gedanken“)                                                       |
|                | Waldbrand          | Referinghausen, Zur Grund           | Christoph Hesse     | 2020       | Einer von neun „Open Mind Places“ („Orte der offenen Gedanken“)                                                       |
|                | Strohtherme        | Referinghausen, Zur Grund           | Christoph Hesse     | 2020       | Einer von neun „Open Mind Places“ („Orte der offenen Gedanken“)                                                       |
|                | Pflug              | Referinghausen                      | Christoph Hesse     | 2020       | Einer von neun „Open Mind Places“ („Orte der offenen Gedanken“)                                                       |
|                | Himmelstropfen     | Referinghausen                      | Christoph Hesse     | 2020       | Einer von neun „Open Mind Places“ („Orte der offenen Gedanken“)                                                       |
|                | Heidentempel       | Referinghausen                      | Christoph Hesse     | 2020       | Einer von neun „Open Mind Places“ („Orte der offenen Gedanken“)                                                       |